# Farbror Farfar
Farbror Farfar (Uncle Grandpa) är en amerikansk animerad tecknad serie som sändes på Cartoon Network 2013-2017. Serien är medverkat av Peter Browngardt som skapade tidigare serien Secret Mountain Fort Awesome.

## Handling
Farbror Farfar är en magisk farfar som kan lösa alla problem runt hela världen. Han bor i en husbil tillsammans med sina lustiga vänner.

## Rollfigurer
- Farbror Farfar (Uncle Grandpa) - Farbror Farfar är en lustig farfar som kan byta kropp. Han säger ofta "Godmorgon!".
- Herr Gus (Mr. Gus) - Herr Gus är en dinosaurie och är Farbror Farfars bästa vän. Men ibland kan han vara kräsen.
- Pizza Steve - Pizza Steve är en talande pizza som gillar att vara populär.
- Stora verklighetstrogna flygande tiger (Giant Realistic Flying Tiger) - är en fotografisk profiltiger som kan flyga med regnbågsmotor.
- Magväskan (Belly Bag) - Magväskan är Farbror Farfars närmaste vän. Han har prylar i sin maskhåliga ficka.

## Svenska röster
- Farbror Farfar - Mikael Regenholz
- Herr Gus - Adam Fietz
- Pizza Steve - Nick Atkinson
- Magväskan - Anton Olofsson Reader